# Afrikanischer Heimatkalender
Der Afrikanische Heimatkalender war ein von 1930 bis 2009 in Südwestafrika bzw. Namibia herausgegebener Volkskalender. Er wurde bis 1958 vom Kirchenbundesrat des Deutschen Kirchenbundes Süd- und Südwest-Afrikas und anschließend von der Evangelisch-Lutherischen Kirche in Namibia (DELK) (bis 1990 Deutsche Evangelisch-Lutherische Kirche in Südwestafrika) verlegt.
Verantwortlich waren stets die Bischöfe der DELK, in den Anfangsjahren auch bekannte Missionare wie Heinrich Vedder.
Der Afrikanische Heimatkalender behandelte neben kirchlichen Themen auch Landeskunde, Gegenwartsfragen und Fragen der namibischen Geschichte. Das Jahrbuch wurde von John Meinert Printing gedruckt. Die Titelseite zeigte stets einen Kameldorn.
Seit 2010 erschien das Jahrbuch unter dem Namen Perspektiven und wurde 2018 schlussendlich eingestellt.